# Electro-Voice
Electro-Voice (comúnmente conocida como EV) es un fabricante de equipos de audio, incluyendo micrófonos, amplificadores y altavoces, dirigidas a pro audio y recientemente audio para autos también. Como una subdivisión de Telex Communications Inc. desde febrero de 1998, Electro-Voice comercializa sus productos para su uso en lugares pequeños o grandes conciertos, la radiodifusión, los lugares de culto, y en situaciones de venta

## Historia
El 1 de septiembre de 1927, Lou Burroughs y Al Kahn comenzaron una pequeña empresa de mantenimiento de receptores de radio en South Bend, Indiana. Como resultado de la Gran Depresión, los dos se encontraron en concurso en la medida de $ 5,000. Decidieron trasladar su negocio a los productos de audio, y el 1 de junio de 1930, se incorporaron bajo el nombre de "Electro-Voice".
Ese año, la compañía ha diseñado un sistema de megafonía para Knute Rockne, el famoso entrenador del equipo de fútbol de Notre Dame en el momento. Knute llamó a su nuevo sistema de su "Electric Voice", que se inspiró en el nombre de la empresa. [1]
Burroughs y Kahn percibieron una oportunidad para sacar provecho de lo que percibían generalmente como la pobre calidad y altos precios de los micrófonos existentes. Compraron un torno y un taladro y comenzaron a producir cerca de un micrófono a la semana. Poco después, Burroughs se retiró del negocio, dejando la propiedad completa a Kahn. Para 1933, las deudas de la empresa anteriores fueron totalmente saldadas, y Electro-Voice empezó a contratar empleados para ayudar en la producción de los productos. En 1936, veinte personas fueron contratadas, y Lou Burroughs regresó como ingeniero jefe.
En 1946, la empresa se trasladó a una instalación más grande y amplió sus esfuerzos de ingeniería. En 1948, comenzaron la producción de cartuchos de recogida de fonógrafo con éxito. En 1950, comenzaron la producción del primer refuerzo TV automática, que vendió en grandes cantidades. También comenzaron a diseñar y producir una línea de altavoces
En 1963, EV recibió un premio de la Academia por su 642 micrófono de cañón Cardiline, el primero jamás dado por un producto de audio. [2] A finales de 1970, EV se convirtió en el primer fabricante del micrófono para utilizar imanes de neodimio en sus micrófonos. Los micrófonos PL80 se introdujeron en la década de 1980, casi al mismo tiempo se producían primeros micrófonos inalámbricos de EV. En 1990, el auricular HM2 de micrófono-EV primer auricular-micrófono fue introducido.

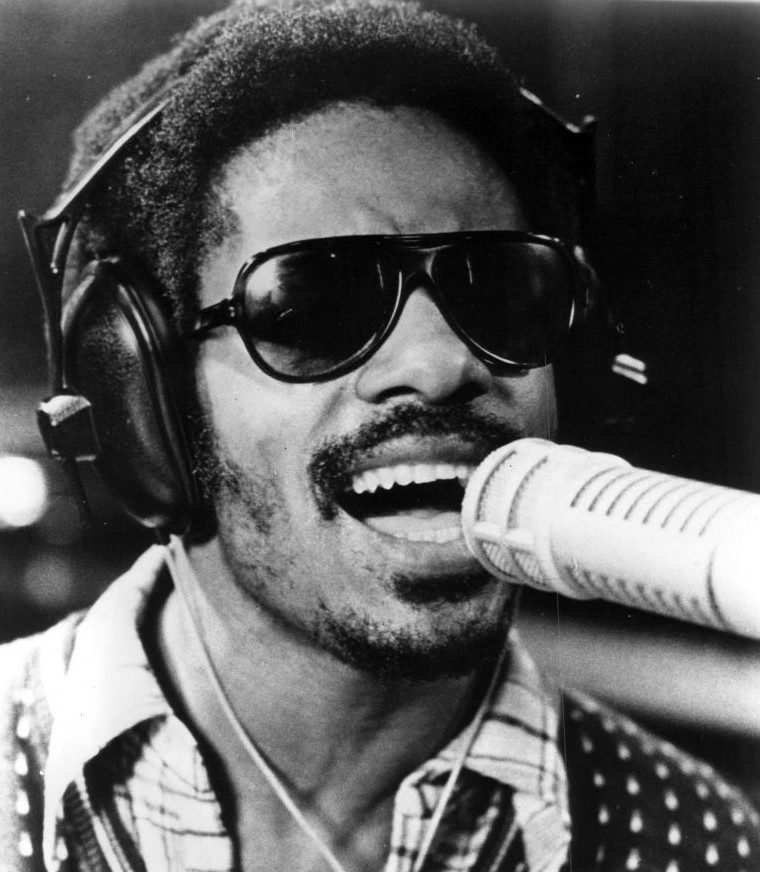
Stevie Cantando con un Electro-Voz RE20 micrófono

A principios de la década de 1970, EV desarrolló el primer sistema comercial de matriz de cuatro canales estéreo llamado Stereo-4. Cuando Columbia / CBS y Sony desarrollaron su sistema cuadrafónico Stereo (SQ) que el sistema se convierta en el sistema de la matriz principal y Electro-Voice adaptado sus decodificadores por lo que también podrían desempeñar registros SQ así como los registros QS de Sansui. El sistema EV también puede simular el sonido de cuatro canales de fuentes de dos canales.
Antes de la fusión febrero de 1998 con Telex Communications, la empresa era propiedad de Mark IV Industries, Inc. a través de su filial, Gulton Industries, Inc., [3] y había plantas en Buchanan, Michigan fabricación; Newport, Tennessee; Sevierville, Tennessee ; y Gananoque, Ontario. La sede de Electro-Voice estaban en Buchanan, Michigan hasta la fusión con Telex Communications. [6] [7]
En junio de 2006, EV, junto con todos Telex Communications, pasó a formar parte de la división de Bosch Security Systems. [8] [9] Hoy EV fabrica micrófonos de transmisión ampliamente utilizados, así como altavoces y varios otros equipos de audio profesional. [10]

## Personas
- Lou Burroughs, cofundador, ingeniero de jefe
- Albert "Al" Kahn, cofundador
- Wayne Un. Beaverson, ingeniero de micrófono
- Don Keele, Jr, loudspeaker ingeniero
- John Gilliom, ingeniero de cuerno
- Ray Newman, ingeniero de jefe
- David Gunness, loudspeaker ingeniero
- David Carlson, loudspeaker ingeniero
- Bill Gelow, vicepresidente de ingeniería